# Ковнаткі (Люблінське воєводство)
Ковнаткі (пол. Kownatki) — село в Польщі, у гміні Луків Луківського повіту Люблінського воєводства.
Населення — 322 особи (2011).
У 1975-1998 роках село належало до Седлецького воєводства.

## Демографія
Демографічна структура станом на 31 березня 2011 року:
|          | Загалом | Допрацездатний вік | Працездатний вік | Постпрацездатний вік |
| -------- | ------- | ------------------ | ---------------- | -------------------- |
| Чоловіки | 168     | 42                 | 108              | 18                   |
| Жінки    | 154     | 31                 | 88               | 35                   |
| Разом    | 322     | 73                 | 196              | 53                   |